# NGC 6066
NGC 6066 је спирална галаксија у сазвежђу Змија која се налази на NGC листи објеката дубоког неба.
Деклинација објекта је + 13° 56' 39" а ректасцензија 16h 7m 35,2s. Привидна величина (магнитуда) објекта NGC 6066 износи 14,1 а фотографска магнитуда 14,9. NGC 6066 је још познат и под ознакама CGCG 79-54, NPM1G +14.0440, PGC 57230.